# Olimpia Fútbol Club
Olimpia Fútbol Club es un club de fútbol peruano, con sede en la ciudad de La Unión, provincia de Piura, en el departamento de Piura. Fue fundado en 1954 y participa en la Copa Perú. 
Sus mejores campañas en Copa Perú fueron en las ediciones 2005 y 2023 donde llegó a los octavos de final de la Etapa Nacional, en ambos casos eliminado por quien luego sería campeón del torneo (José Gálvez y Asociación Deportiva Agropecuaria, respectivamente).

## Historia
El club fue fundado el 25 de abril de 1954 y lleva su nombre en honor al club paraguayo Olimpia. Su primer presidente fue don José Santos Bayona Purizaca.
En 1976, bajo la dirección del profesor Jorge Verdeguer Montero, logró el título distrital y provincial para luego llegar a la final de la Etapa Departamental de Piura donde fue eliminado por Atlético Torino.
Clasificó a la Etapa Regional de la Copa Perú 2004 tras eliminar en la semifinal departamental a Defensor Bellavista tras ganar 2-1 en la ida y empatar 0-0 en la vuelta. En la final departamental perdió ante Academia Municipal por 3-0. En la Regional definió el cupo a la Etapa Nacional ante Flamengo de Chiclayo con el que empató 0-0 en ambos partidos por lo que se jugó un desempate que terminó 1-1 y se definió por penales donde clasificó el cuadro chiclayano.
Retornó a la Etapa Regional en la Copa Perú 2005 donde eliminó en el grupo B a Juan Aurich y clasificó a la Etapa Nacional. En esa fase enfrentó en primera ronda a José Gálvez, posterior campeón del torneo, con el que empató 1-1 tanto en la ida como en la vuelta pero fue eliminado en tiempo suplementario.
Fue campeón departamental de Piura en 2006 tras ganar en la final por 2-1 a Corazón Micaelino. Clasificó a la Etapa Regional de la Copa Perú 2006 pero fue eliminado al quedar segundo en su grupo detrás de Juan Aurich. Fue eliminado nuevamente en la Etapa Regional de la Copa Perú 2008 por Renovación Pacífico.
En 2010 participó de la Liga Superior de Piura pero no pudo clasificar a la Etapa Departamental. Al año siguiente retornó a su liga distrital.
En la Copa Perú 2023 logró el título departamental y clasificó a la Etapa Nacional. Tras superar la primera fase, eliminó en dieciseisavos de final a Deportivo Vianney con un 4-3 en el marcador global pero quedó fuera del torneo en la fase siguiente donde enfrentó a Asociación Deportiva Agropecuaria luego de ganar 2-1 como local y perder 2-0 como visitante.
En 2025 clasificó nuevamente a la Etapa Departamental, donde llegó hasta la tercera ronda pero fue separado del torneo por los incidentes provocados por su hinchada en un partido de visitante ante Jibaja Che en Sondorillo.

## Estadio
El club juega de local en el estadio Municipal de propiedad de la Municipalidad Distrital de La Unión.

## Rivalidades
Olimpia tiene una rivalidad a nivel distrital con Estrella Roja.

## Entrenadores
- Jorge Verdeguer Montero (1976)
- Johano Bermúdez (2005)
- Javier Atoche (2005)
- Leo Rojas (2008)
- Javier Atoche (2023)
- José Ramírez Zacarias (2024)

## Palmarés

### Torneos regionales
| Competición regional              | Títulos                                         | Subcampeonatos                      |
| --------------------------------- | ----------------------------------------------- | ----------------------------------- |
| Etapa Regional - Región I (1/1)   | 2005.                                           | 2004.                               |
| Liga Departamental de Piura (2/4) | 2006, 2023.                                     | 1976, 2004, 2005, 2008.             |
| Liga Provincial de Piura (3/6)    | 1976, 2005, 2023.                               | 2002, 2003, 2004, 2006, 2008, 2025. |
| Liga Distrital de La Unión (8/1)  | 1976, 1978, 2002, 2003, 2004, 2007, 2008, 2025. | 2023.                               |